# Endine Gaiano
Endine Gaiano (lombardul: Énden) település Olaszországban, Lombardia régióban, Bergamo megyében. Lakosainak száma 3421 fő (2023. január 1.). Endine Gaiano Fonteno, Sovere, Ranzanico, Monasterolo del Castello, Gandino és Solto Collina községekkel határos.

## Népesség
A település lakossága az elmúlt években az alábbi módon változott:
| Lakosok száma | 3496 | 3460 | 3421 |
|               | 2017 | 2018 | 2023 |